# Acacia taylorii
Acacia taylorii é uma espécie de leguminosa do gênero Acacia, pertencente à família Fabaceae.